# Халил, Кристел
Кри́стел Эдна́на Хали́л (англ. Christel Adnana Khalil; род. 30 ноября 1987, Лос-Анджелес, Калифорния) — американская актриса.

## Биография
Кристел Эднана Халил родилась 30 ноября 1987 года в Лос-Анджелесе (штат Калифорния, США) в семье пакистанца и американки афроамериканского происхождения Белиты Эдвардс. У Халил есть три старших брата: Алекс Халил, Адам Халил и Крис Халил.
Кристел дебютировала в кино в 1993 году. В настоящее время сыграла почти в 20-ти фильмах и телесериалах. Наиболее известна ролью Лили из телесериала «Молодые и дерзкие», в котором она играла 10 лет.
С 2008 по 2011 год Халил была замужем за музыкантом Стивеном Хенсли, от которого у неё есть сын — Майкл Кейден Хенсли (род. 17 апреля 2010). С 9 октября 2024 года она замужем за бизнесменом Сэмом Рестаньо, от которого у неё есть сын — Реми Рестаньо (род. 2023 / 2024).

## Избранная фильмография
| Год  |   | Русское название   | Оригинальное название | Роль               |
| ---- | - | ------------------ | --------------------- | ------------------ |
| 2012 | с | Две девицы на мели | 2 Broke Girls         | кокетливая девушка |